# Erich Hamann
Erich Hamann (* 27. listopadu 1944, Pasewalk) je bývalý východoněmecký fotbalista, záložník. Po skončení aktivní kariéry působil jako trenér.

## Fotbalová kariéra
V východoněmecké oberlize hrál za SC Neubrandenburg, Vorwärts Berlin a Vorwärts Frankfurt, nastoupil ve 200 ligových utkáních a dal 26 gólů. S Vorwärts Berlin vyhrál v roce 1969 východoněmeckou Oberligu a v roce 1970 východoněmecký fotbalový pohár. V Poháru mistrů evropských zemí nastoupil v 6 utkáních a Poháru vítězů poháru nastoupil také v 6 utkáních. Za reprezentaci Východního Německa (NDR) nastoupil v letech 1969–1974 ve 3 utkáních. Byl členem týmu na Mistrovství světa ve fotbale 1974, nastoupil ve 2 utkáních.

## Ligová bilance
| Ročník           | Zápasy | Góly | Klub                       |
| ---------------- | ------ | ---- | -------------------------- |
| II. liga 1962/63 | 1      | 0    | SC Neubrandenburg          |
| II. liga 1963/64 | 29     | 9    | SC Neubrandenburg          |
| I. liga 1964/65  | 26     | 4    | SC Neubrandenburg          |
| II. liga 1965/66 | 12     | 2    | Post Neubrandenburg        |
| II. liga 1965/66 | 11     | 5    | BSG Stahl Eisenhüttenstadt |
| II. liga 1966/67 | 14     | 10   | BSG Stahl Eisenhüttenstadt |
| I. liga 1966/67  | 2      | 1    | Vorwärts Berlin            |
| I. liga 1967/68  | 25     | 5    | Vorwärts Berlin            |
| I. liga 1968/69  | 26     | 5    | Vorwärts Berlin            |
| I. liga 1969/70  | 26     | 3    | Vorwärts Berlin            |
| I. liga 1970/71  | 25     | 1    | Vorwärts Berlin            |
| I. liga 1971/72  | 5      | 0    | Vorwärts Frankfurt         |
| I. liga 1972/73  | 24     | 4    | Vorwärts Frankfurt         |
| I. liga 1973/74  | 25     | 3    | Vorwärts Frankfurt         |
| I. liga 1974/75  | 6      | 0    | Vorwärts Frankfurt         |
| I. liga 1975/76  | 10     | 0    | Vorwärts Frankfurt         |
| CELKEM I. liga   | 200    | 26   |                            |